# ابراهیم حقیقی
ابراهیم حقیقی (زاده ۱۳ مهر ۱۳۲۸) طراح گرافیک، عکاس و کارگردان هنری ایرانی است. او عضو انجمن بین‌المللی طراحان گرافیک، انجمن صنفی طراحان گرافیک ایران، انجمن تصویرگران کتاب کودک، و انجمن فیلمسازان مستند ایران است.

## آغاز زندگی
ابراهیم حقیقی در ۱۳ مهر ۱۳۲۸ در تهران زاده شد. پدرش اهل اراک و عکاس پرتره بود. او همچنین در یکی از نخستین عکاس‌خانه‌های تهران «چهره‌نما» در میدان توپخانه کار می‌کرد. در زمانی که هنوز عکس سیاه و سفید وارد ایران نشده بود از پدرش هنر رنگ کردن عکس با جوهر را آموخت. ابراهیم حقیقی از همان دوران، علاقه زیبادی به خواندن و جمع‌آوری کتاب داشت. او در دوره دبیرستان با مجلهٔ کتاب هفته آشنا شد. علاوه بر داستان‌ها، تصویرسازی‌های مرتضی ممیز در این هفته‌نامه نیز توجه او را به خود جلب کردند.  او آغاز مسیرِ تجربه‌کردن‌های شگفت‌انگیز خود را کارکردن با تکه‌کاغذهایی که از آتلیه عکاسی پدر خود به خانه می‌برده و با داروهای ظهور و ثبوت دست به تجربه می‌زده‌ است، می‌داند.
تحصیلات ابراهیم حقیقی دیپلم ریاضی سال ۱۳۴۶ و کارشناسی ارشد معماری دانشکده هنرهای زیبا از دانشگاه تهران است. او در دانشگاه کلاس‌هایی را با مرتضی ممیز (ترم اول سال ۱۳۴۷) و پرویز کلانتری گذراند. حقیقی معتقد است که کتابخانهٔ کوچک آتلیه آندرف و کتابخانه دانشکده هنرهای زیبا باعث شد تا او با مفهوم پوستر آشنا شود.

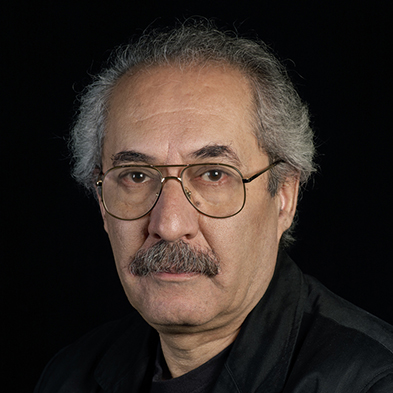

## زندگی حرفه‌ای
ابراهیم حقیقی نخستین پوسترهای خود را در سال ۱۳۴۸ برای نمایش‌های هفتگی «تلاش فیلم» احمد جورقانیان طراحی کرد. پوستر نمایش راهبه‌ها به کارگردانی داریوش مؤدبیان و جلد کتاب الف نوشتهٔ خورخه لوئیس بورخس از نخستین کارهای او هستند. ابراهیم حقیقی همزمان با تحصیل در دانشگاه با کانون فیلم ایران آشنا شد و به همکاری با سینمای آزاد پرداخت. او فیلم هشت میلیمتری چاه را بر اساس داستانی از غلامحسین ساعدی در سینمای آزاد کارگردانی کرد که جایزهٔ بهترین عکس در نمایشگاه فرهنگ و هنر را دریافت کرد.
ابراهیم حقیقی در سال ۱۳۵۰ با مرتضی ممیز در فیلم انیمیشن آنکه خیال بافت، آنکه عمل کرد به سفارش کانون پرورش فکری کودکان و نوجوانان همکاری کرد و به دعوت فرشید مثقالی که سرپرست آتلیهٔ گرافیک کانون بود، در آنجا مشغول به کار شد. طی سال‌های بعد چندین فیلم ۸ و ۱۶ میلی‌متری ساخت که جوایز متعددی کسب کرد. همزمان در نمایشگاه‌های مختلف، پوسترهای خود را به نمایش گذاشت. در سال ۱۳۵۷ کتاب‌های بارون و قصهٔ دروازهٔ بخت از سروده‌ها و نوشته‌های احمد شاملو با تصویرسازی‌های حقیقی منتشر شدند. در اوایل انقلاب ۱۳۵۷ به دعوت مرتضی ممیز در رشته گرافیک دانشکده هنرهای زیبا مشغول به تدریس شد. او در سال ۱۳۶۰ با خسرو خورشیدی طراحی صحنه بخشی از سریال سربداران را انجام داد. سپس طراحی صحنه اولیه و طراحی لباس مجموعه تلویزیونی افسانه سلطان و شبان را بر عهده داشت. در سال ۱۳۶۴ ساخت ۱۰ قسمت اول از مجموعه تلویزیونی انیمیشنی علی کوچولو را به عنوان گرافیست به انجام رساند. پس از وی امیر اثباتی کار او را ادامه داد. از دلایل استاپ‌موشن شدن این سریال، کمبود منابع مالی توسط او ذکر می‌شود. فعالیت‌های حقیقی از آن زمان تا کنون در زمینه طراحی پوستر، داوری جشنواره‌های مختلف، طراحی جلد کتاب و ساخت تیتراژ ادامه داشته‌ است. وی در سال ۱۳۵۴ آتلیه مؤسسه انتشارات امیرکبیر را بنیان گذاشت.
ابراهیم حقیقی همچنین دستی در طراحی صحنه تئاتر داشت و طراحی صحنه نمایش بازی استریندبرگ از حمید سمندریان را انجام داده‌ است.
نشان‌واره ماهنامه سینمایی فیلم به سفارش مسعود مهرابی و با طراحی ابراهیم حقیقی از شماره ۵۴ نیمه شهریور ۶۶) روی جلد این مجله نشست.

نشانه جشنواره فیلم فجر اثر ابراهیم حقیقی
نشانه‌نوشته ماهنامه فیلم اثر ابراهیم حقیقی

از راست کیانوش عیاری، حسن بنی‌هاشمی، زاون قوکاسیان و ابراهیم حقیقی برگزیدگان جشنواره سینمای آزاد

رضا جعفری در انتشارات امیرکبیر سفارش تصویرسازی کتاب قصه بارون احمد شاملو را به او سپرد. این موضوع سرآغاز آشنایی با شاملو شد. همچنین در هفته‌نامه کتاب جمعه مدتی به عنوان طراح گرافیک با شاملو به عنوان سردبیر و نویسندگانی چون بهرام بیضایی، غلامحسین ساعدی، و سرویس شمیسا همکاری می‌کرد.
کتاب روبه‌رو متن گفتگوی ابراهیم حقیقی با مرتضی ممیز است که از سوی انتشارات خجسته منتشر شده‌ است. حقیقی از اعضای تحریریه مجله طراحی گرافیک نشان است.
ابراهیم حقیقی در دو فیلم برکهٔ خشک (۱۳۵۱) و گردش در یک روز خوش آفتابی (۱۳۵۵) ساختهٔ حسن بنی‌هاشمی وظیفهٔ ساخت تیتراژ و جلوه‌های ویژه را بر عهده داشت. همچنین در فیلم ای ایران (۱۳۶۸) ساختهٔ ناصر تقوایی نیز طراح تیتراژ بود.
سال ۱۳۸۹ او برای آیدین آغداشلو، عباس کیارستمی و محمد احصاییپ به مناسبت هنرمندانِ هم عصر ۷۰ ساله و معروف در جهان در مراسمی که توسط اصغر فرهادی برگزار می‌شد مسئولیت ساخت مستند در ستایش هفتادسالگی را برعهده داشت.
ابراهیم حقیقی به همراه مریم زندی، کتابی با عنوان عکاشی شامل عکس و نقاشی‌هایشان منتشر کرده‌اند.
ابراهیم حقیقی تاکنون طراح کتب و مجلات گوناگونی بوده‌ است. به گفتهٔ خویش، او طراحی جلد بیش از ۵۰۰۰ کتاب را انجام داده و برای فیلم، سریال، و نمایش‌های مختلف، طراحی صحنه کرده‌ است. همچنین برای فیلم‌ها و سریال‌های زیادی تیتراژ ساخته‌ است. ابراهیم حقیقی نمایشگاه‌های متعددی را برگزار کرده و جوایز زیادی را به‌دست آورده‌ است.

## بزرگداشت
در ۹ بهمن ۱۳۹۷ در مراسم افتتاحیه سی‌وهفتمین جشنواره فیلم فجر آئین بزرگداشت ابراهیم حقیقی برگزار و از وی تقدیر شد.

## سرنگونی هواپیمای اوکراینی
ابراهیم حقیقی که در سال ۱۳۹۸ به عنوان دبیر جشنواره هنرهای تجسمی فجر منصوب شده بود، پس از سرنگونی هواپیمای مسافربری اوکراین توسط سپاه پاسداران در اینستاگرام خبر استعفای خود را از دبیری این جشنواره اعلام کرد. او نوشت: «با چشم اشک‌بار و رنج غمبار از دست رفتن هم‌وطنان و فرزندان بلندقامت‌مان و با روحی آزرده، من هم بی‌یاری شما، فضای تلخ‌کامی و دروغ، ناتوانم از برگزاری جشنواره‌ای که قرار بود نشان شادمانی باشد و پیوند. چراکه شادمان نیستم و نیستیم.»